# Награда Браво
Награда Браво (итал. Trofeo Bravo), фудбалска награда која се додељује најбољем младом фудбалеру сезоне. Награда се додељивала од 1978. до 2015. у организацији Италијанског спортског часописа Гверин Спортиво. До 1992. услов за добијање награде је био да је играч млађи од 23 године и да је члан екипе која учествује у једном од три највећа Европска купа (Лига шампиона, УЕФА куп, Куп победника купова). Од 1992. године награду је могао освојити играч млађи од 21 године и члан било ког тима из Европе. Први освајач награде је био Џими Кејс из Ливерпула.

## Добитници
| Година | Играч               | Клуб               |
| ------ | ------------------- | ------------------ |
| 1978   | Џими Кејс           | Ливерпул           |
| 1979   | Гери Биртлс         | Нотингем Форест    |
| 1980   | Ханси Милер         | Штутгарт           |
| 1981   | Џон Варк            | ФК Испвич          |
| 1982   | Гери Шо             | Астон Вила         |
| 1983   | Масимо Бонони       | Јувентус           |
| 1984   | Убалдо Ригети       | Рома               |
| 1985   | Емилио Бутрагењо    | Реал Мадрид        |
| 1986   | Емилио Бутрагењо    | Реал Мадрид        |
| 1987   | Марко ван Бастен    | Ајакс              |
| 1988   | Ели Оана            | ФК Мехелен         |
| 1989   | Паоло Малдини       | Милан              |
| 1990   | Роберто Бађо        | Фиорентина         |
| 1991   | Роберт Просинечки   | Црвена звезда      |
| 1992   | Пеп Гвардиола       | ФК Барселона       |
| 1993   | Рајан Гигс          | Манчестер јунајтед |
| 1994   | Кристијан Панучи    | Милан              |
| 1995   | Патрик Клајверт     | Ајакс              |
| 1996   | Алесандро дел Пјеро | Јувентус           |
| 1997   | Роналдо             | ФК Барселона       |
| 1998   | Роналдо             | Интер              |
| 1999   | Ђанлуиђи Буфон      | ФК Парма           |
| 2000   | Икер Касиљас        | Реал Мадрид        |
| 2001   | Овен Харгривс       | Бајерн Минхен      |
| 2002   | Кристоф Мецелдер    | Борусија Дортмунд  |
| 2003   | Вејн Руни           | Евертон            |
| 2004   | Кристијано Роналдо  | Манчестер јунајтед |
| 2005   | Арјен Робен         | Челси              |
| 2006   | Сеск Фабрегас       | Арсенал            |
| 2007   | Лионел Меси         | ФК Барселона       |
| 2008   | Карим Бензема       | Олимпик Лион       |
| 2009   | Серхио Бускетс      | Барселона          |
| 2010   | Томас Милер         | Бајерн             |
| 2011   | Едан Азар           | Лил                |
| 2012   | Марко Верати        | Пескара            |
| 2013   | Иско                | Малага             |
| 2014   | Пол Погба           | Јувентус           |
| 2015   | Доменико Берарди    | Сасуоло            |